# Hermon (Maine)
Hermon és una població dels Estats Units a l'estat de Maine (EUA). Segons el cens del 2000 tenia 4.437 habitants.

## Demografia
Segons el cens del 2000, Hermon tenia 4.437 habitants, 1.666 habitatges, i 1.294 famílies. La densitat de població era de 47,7 habitants/km².
Dels 1.666 habitatges en un 39% hi vivien nens de menys de 18 anys, en un 65,5% hi vivien parelles casades, en un 8,8% dones solteres, i en un 22,3% no eren unitats familiars. En el 16,7% dels habitatges hi vivien persones soles el 6,5% de les quals corresponia a persones de 65 anys o més que vivien soles. El nombre mitjà de persones vivint en cada habitatge era de 2,66 i el nombre mitjà de persones que vivien en cada família era de 2,98.
Per edats la població es repartia de la següent manera: un 27,1% tenia menys de 18 anys, un 6% entre 18 i 24, un 32% entre 25 i 44, un 25% de 45 a 60 i un 9,9% 65 anys o més.
L'edat mediana era de 37 anys. Per cada 100 dones de 18 o més anys hi havia 91,9 homes.
La renda mediana per habitatge era de 47.206 $ i la renda mediana per família de 50.500 $. Els homes tenien una renda mediana de 34.620 $ mentre que les dones 23.958 $. La renda per capita de la població era de 19.714 $. Entorn del 4,4% de les famílies i el 6,6% de la població estaven per davall del llindar de pobresa.